# Spleetooghaai
De spleetooghaai (Loxodon macrorhinus) is een vis uit de familie van roofhaaien (Carcharhinidae), orde grondhaaien (Carcharhiniformes), die voorkomt in het westen van de Indische Oceaan, het oosten van de Indische Oceaan en het noordwesten en de Grote Oceaan.

## Anatomie
De spleetooghaai kan een lengte bereiken van 95 centimeter. Het lichaam van de vis heeft een langgerekte vorm. 

## Leefwijze
De spleetooghaai is een zoutwatervis die voorkomt in een tropisch klimaat. De diepte waarop de soort voorkomt is 7 tot 100 meter onder het wateroppervlak. 
Het dieet van de vis bestaat hoofdzakelijk uit dierlijk voedsel, waarmee het zich voedt door te jagen op macrofauna en vis.

## Relatie tot de mens
De spleetooghaai is voor de visserij van aanzienlijk commercieel belang. Bovendien wordt er op de vis gejaagd in de hengelsport. 